# 탄소 예산

이 그림은 순음수 배출량에 의존하지 않고 지구 온도 상승을 1.5도, 1.7도, 2.0도로 제한하기 위해 2024년 이후 지구 CO_{2} 배출량이 감소해야 하는 속도를 나타냅니다.

탄소 예산(carbon budget)은 공정하고 효과적인 방식으로 배출 감소 목표를 설정하는 데 도움을 주기 위해 기후 정책에서 사용되는 개념이다. 이는 "지구 온난화를 특정 수준으로 제한하는 결과를 낳을 수 있는 전 세계 인위적 이산화 탄소(CO2) 총 누적 순 배출량의 최대량"을 조사한다. 산업화 이전 기간(1750년)을 기준으로 표현할 수 있다. 이 경우에는 총 탄소예산이 된다. 또는 최근 지정된 날짜부터 표현될 수도 있다. 이에 해당하면 남은 탄소 예산을 가리킨다.
지구 온난화를 지정된 온도 한계 이하로 유지하는 탄소 예산은 배출 예산, 할당량 또는 허용 배출이라고도 한다. 지구 온도 상승을 제한하는 것 외에도 이러한 배출 예산의 또 다른 목표는 해수면 상승을 제한하는 것일 수 있다.
과학자들은 다양한 기여 요인의 추정치를 결합하여 탄소 예산을 계산한다. 추정치는 가치판단이나 선택뿐만 아니라 이용 가능한 과학적 증거도 고려한다.
글로벌 탄소 예산은 국가 배출 예산으로 더 세분화될 수 있다. 이는 국가가 자체 배출 목표를 설정하는 데 도움이 될 수 있다. 배출 예산은 위험한 수준의 지구 온난화를 초래하기 전에 시간이 지남에 따라 배출될 수 있는 한정된 양의 이산화탄소를 나타낸다. 지구 온도의 변화는 이러한 배출의 원인과 무관하며, 이러한 배출의 시기와도 크게 무관하다.
글로벌 탄소 예산을 국가 수준으로 전환하려면 남은 탄소 예산을 모든 국가에 분배하는 방법에 대한 일련의 가치 판단이 이루어져야 한다. 이는 국가 간 형평성과 공정성 측면뿐만 아니라 기타 방법론적 선택도 고려해야 한다. 인구 규모, 산업화 수준, 역사적 배출량, 완화 능력 등 국가 간에는 많은 차이가 있다. 이러한 이유로 과학자들은 다양한 형평성 원칙을 사용하여 국가 간에 글로벌 탄소 예산을 할당하려고 시도하고 있다.